# Campeonato da Moldávia de Ciclismo Contrarrelógio
Os Campeonatos da Moldávia de Ciclismo Contrarrelógio organizam-se anual e ininterruptamente desde o ano 2000 para determinar o campeão ciclista da Moldávia da cada ano, na modalidade.
O título outorga-se ao vencedor de uma única corrida, na modalidade de contrarrelógio individual. O vencedor obtém o direito a vestir um maillot com as cores da bandeira moldava até o campeonato do ano seguinte, somente quando disputa provas contrarrelógio.

## Palmarés
| Ano       | Ganhador            | Segundo           | Terceiro             |
| --------- | ------------------- | ----------------- | -------------------- |
| 1997      | Ruslan Ivanov       | Igor Bonciucov    | Igor Pugaci          |
| 1998      | Ruslan Ivanov       | Alexei Nazarenco  | Igori Moscalev       |
| 1999      | Igor Pugaci         | Igor Bonciucov    | Artiom Saraev        |
| 2000      | Igor Pugaci         | Igor Bonciucov    | Serghei Smirnov      |
| 2001      | Igor Pugaci         | Ruslan Ivanov     | Igor Bonciucov       |
| 2002-2005 | Não se disputou     | Não se disputou   | Não se disputou      |
| 2007      | Serghei Tvetcov     | Oleg Berdos       | Sergiu Provam        |
| 2008      | Sergiu Cioban       | Victor Mironov    | Serghei Tvetcov      |
| 2009      | Serghei Tvetcov     | Sergiu Provam     | Oleg Berdos          |
| 2010      | Sergiu Cioban       | Serghei Tvetcov   | Mihail Gac           |
| 2011      | Sergiu Cioban       | Eugeniu Cozonac   | Viktor Mironov       |
| 2012      | Sergiu Cioban       | Mihail Gac        | Nicolai Tanovitchi   |
| 2013      | Sergiu Cioban       | Alexandr Braico   | Veaceslav Verciuc    |
| 2014      | Sergiu Cioban       | Cristian Raileanu | Nicolae Tanovitchii  |
| 2015      | Maxim Rusnac        | Andrei Covalciuc  | Cristian Raileanu    |
| 2016      | Maxim Rusnac        | Andrei Vrabii     | Vladislav Zabavsckiy |
| 2017      | Nicolae Tanovitchii | Maxim Rusnac      | Andrei Vrabii        |
| 2018      | Nicolae Tanovitchii | Andrei Vrabii     | Maxim Rusnac         |
| 2019      | Cristian Raileanu   | Andrei Vrabii     | Andrei Covalciuc     |
| 2020      | Cristian Raileanu   | Andrei Covalciuc  | Vladislav Korotas    |
| 2021      | Cristian Raileanu   | Andrei Vrabii     | Arman Garibian       |